# Liste der Naturdenkmäler in Korbach
Die Liste der Naturdenkmäler in Korbach nennt die in der Stadt Korbach im Landkreis Waldeck-Frankenberg in Hessen gelegenen Naturdenkmäler. Sie sind nach den §§ 28, 22 des Hessischen Gesetzes über Naturschutz und Landschaftspflege sowie § 12 des Hessischen Ausführungsgesetzes zum Bundesnaturschutzgesetz geschützt.
| Bild                          | Bezeichnung                             | Ortsteil, Lage                                  | Beschreibung | Art          | Nr.      |
| ----------------------------- | --------------------------------------- | ----------------------------------------------- | --- | ------------ | -------- |
| BW                            | Buche „Padberger Fehde“                 | Helmscheid 51° 19′ 9,2″ N, 8° 51′ 13,6″ O       | Heimatkundlich wertvoller Baum südwestlich von Helmscheid. Neben dem Gedenkstein der Padberger Fehde 1412.                                                  | Buche        | 14 001   |
| BW                            | Verbuschter Halbtrockenrasen            | Helmscheid 51° 19′ 41,6″ N, 8° 53′ 0,5″ O       | 0,99 Hektar großer Halbtrockenrasen mit seltenen Tier- und Pflanzenarten ca. 500 m nordöstlich von Helmscheid.                                              |              | 14 002   |
| BW                            | Magerrasen Dingeringhausen              | Helmscheid 51° 18′ 40,6″ N, 8° 51′ 16,6″ O      | 3,37 Hektar großer Magerrasenstandort am Rainberg, ca. 2 km südwestlich von Helmscheid.                                                                     |              | 14 003   |
| Fotos hochladen               | Krähenteich                             | Korbach 51° 14′ 53,8″ N, 8° 54′ 44,1″ O         | 0,28 Hektar großes Feuchtgebiet mit Teich südöstlich von Korbach, westlich von Meineringhausen. Vogel- und Amphibienschutz.                                 | Feuchtgebiet | 14 004   |
| Fotos hochladen               | Buche „Südwall“                         | Korbach 51° 16′ 9,6″ N, 8° 52′ 24,3″ O          | Markanter Solitärbaum im Vorgarten des Hauses Südwall 7. | Buche        | 14 005   |
| Fotos hochladen               | Linden Kilianskirche                    | Korbach 51° 16′ 17,6″ N, 8° 52′ 22,7″ O         | Zwei alte Linden südlich und nordwestlich der Kilianskirche.                                                                                                | Linde        | 14 006-1 |
| Fotos hochladen               | Linden Kilianskirche                    | Korbach 51° 16′ 18,7″ N, 8° 52′ 22,1″ O         | Zwei alte Linden südlich und nordwestlich der Kilianskirche.                                                                                                | Linde        | 14 006-2 |
| Fotos hochladen               | Steineiche Lengefelder Straße           | Korbach 51° 16′ 20,2″ N, 8° 52′ 5,3″ O          | Solitärbaum vor dem Haus Lengefelder Str. 16. | Stiel-Eiche  | 14 007   |
| BW                            | „Großer Sandberg“                       | Korbach 51° 15′ 53,6″ N, 8° 51′ 22,8″ O         | 0,22 Hektar großer seltener, besonders wertvoller geologischer Aufschluss ca. 350 m südwestlich von Korbach.                                                | Aufschluss   | 14 008   |
| Fotos hochladen               | Linde Freilichtbühne                    | Korbach 51° 16′ 15,8″ N, 8° 52′ 13,8″ O         | Markanter Solitärbaum in der Mitte der Freilichtbühne. | Linde        | 14 009   |
| Fotos hochladen               | Buche „Enser Tor“                       | Korbach 51° 16′ 11,8″ N, 8° 52′ 19,1″ O         | Solitärbaum an historischer Stelle am „Enser Tor“. | Buche        | 14 010   |
| Fotos hochladen               | Linde „Lengefelder Tor“                 | Korbach 51° 16′ 19,6″ N, 8° 51′ 59,9″ O         | Markanter, stadtbildprägender Solitärbaum auf der Verkehrsinsel am „Lengefelder Tor“.                                                                       | Linde        | 14 011   |
| Fotos hochladen               | Hainbuche „Südwall“                     | Korbach 51° 16′ 10,9″ N, 8° 52′ 22″ O           | Seltene und starke Hainbuche an der Stadtmauer hinter dem Haus Südwall 3.                                                                                   | Hainbuche    | 14 012   |
| Fotos hochladen               | Alte Badeanstalt                        | Korbach 51° 17′ 19,9″ N, 8° 50′ 26,7″ O         | 1,12 Hektar großes Gebiet westlich von Korbach. Wasserflächen mit hohen, landschaftsbildprägenden Feld- und Ufergehölzen.                                   |              | 14 013   |
| BW                            | Hutebuche an der Landwehr               | Korbach 51° 18′ 18,1″ N, 8° 52′ 15,5″ O         | 0,21 Hektar großes Gebiet nördlich von Korbach mit einer Hutebuche.                                                                                         | Buche        | 14 014   |
| BW                            | Buche „Auf dem Hesselnknapp“            | Korbach 51° 18′ 20,3″ N, 8° 52′ 24,2″ O         | Hutebuche ca. 2,2 km nördlich von Korbach. | Buche        | 14 015   |
| BW                            | Feuchtgebiet „Auf dem Schlage“          | Lelbach 51° 17′ 53,2″ N, 8° 50′ 4,7″ O          | 1,29 Hektar großes Gebiet ca. 300 m nördlich des Hofes Erlheim. Sumpfige Feldholzinsel mit mehreren Flachwasserteichen und einer vorgelagerten Feuchtwiese. | Feuchtgebiet | 14 016   |
| BW                            | Magerrasenkuppe „Auf dem Kränekenberge“ | Lelbach 51° 17′ 58,2″ N, 8° 50′ 16,1″ O         | 0,46 Hektar großer zum Teil verbuschter Halbtrockenrasen ca. 1 km nordöstlich von Lelbach.                                                                  |              | 14 017   |
| Fotos hochladen               | Kirchenlinde                            | Meineringhausen 51° 15′ 15,5″ N, 8° 56′ 47,8″ O | Alter Solitärbaum an der Nordseite der Kirche. | Linde        | 14 018   |
| BW                            | Bahnhofslinde                           | Meineringhausen 51° 15′ 32,2″ N, 8° 33′ 18″ O   | Mächtige Linde im Garten des Bahnhofgeländes direkt am Radweg.                                                                                              | Linde        | 14 019   |
| BW                            | Frau-Holle-Felsen                       | Nieder-Ense 51° 13′ 44,3″ N, 8° 52′ 44,4″ O     | 2,76 Hektar großes Gebiet ca. 1 km südöstlich von Nieder-Ense mit einer geologisch und heimatkundlich bedeutsamen Felsformation.                            |              | 14 020   |
| BW                            | Kirchenlinde                            | Nieder-Ense 51° 14′ 0,1″ N, 8° 51′ 27,1″ O      | Geschichtlich bedeutsamer Solitärbaum auf dem Vorplatz der Kirche.                                                                                          | Linde        | 14 021   |
| mehr Fotos \| Fotos hochladen | Marbeckhänge                            | Nieder-Ense 51° 14′ 55,1″ N, 8° 51′ 50,4″ O     | 4,15 Hektar großes Gebiet südwestlich der Enser Warte. Großflächiger Halbtrockenrasen mit seltener Flora und artenreicher Fauna.                            |              | 14 022   |
| BW                            | Steinbruch Wiperich                     | Nordenbeck 51° 14′ 13,3″ N, 8° 50′ 11″ O        | 0,6 Hektar großer strukturreicher und wertvoller Steinbruch am Wiperich westlich von Ober-Ense.                                                             | Steinbruch   | 14 023   |
| BW                            | Rhenaer Kalksteinbrüche                 | Rhena 51° 17′ 29,1″ N, 8° 47′ 29,3″ O           | 0,94 Hektar großer geologisch bedeutsamer Aufschluss am nördlichen Dorfrand von Rhena.                                                                      | Steinbruch   | 14 024   |
| BW                            | ehemaliges Bahnhofsgelände              | Rhena 51° 17′ 28,5″ N, 8° 48′ 38,3″ O           | 2,24 Hektar großes Gebiet am ehemaligen Bahnhof Rhena mit geologisch interessanten Felshängen, ausgedehnten Hecken und einzelnen kleinen Tümpeln.           |              | 14 025   |
| BW                            | Bergkuppe „auf dem Bärentale“           | Rhena 51° 17′ 7,9″ N, 8° 47′ 35,7″ O            | 1,8 Hektar großes Magerrasen-Biotop mit steiler Kuppe und einzelnen Schieferklippen „im Bärentale“ südlich von Rhena.                                       |              | 14 026   |
| BW                            | „Strother Moor“                         | Strothe 51° 16′ 24,5″ N, 8° 55′ 33,9″ O         | Das 1,59 Hektar große, westlich an die Rhethof-Teiche angrenzende Gebiet ist das einzige Feuchtgebiet mit Moorcharakter im Raum Korbach.                    | Feuchtgebiet | 14 027   |

## Belege
1. ↑  
Anlage 1 zur Verordnung zum Schutze der Naturdenkmäler im Landkreis Waldeck-Frankenberg. (pdf; 374 kB) Landkreis Waldeck-Frankenberg, 18. März 2013, abgerufen am 24. Januar 2016.
2. ↑  
Verordnung zum Schutze der Naturdenkmäler im Landkreis Waldeck-Frankenberg. (pdf; 1,42 MB) Landkreis Waldeck-Frankenberg, 18. März 2013, abgerufen am 24. Januar 2016.
3. ↑  Details 14 001
4. ↑  Details 14 002
5. ↑  Details 14 003
6. ↑  Details 14 004
7. ↑  Details 14 005
8. ↑  Details 14 006-1
9. ↑  Details 14 006-2
10. ↑  Details 14 007
11. ↑  Details 14 008
12. ↑  Details 14 009
13. ↑  Details 14 010
14. ↑  Details 14 011
15. ↑  Details 14 012
16. ↑  Details 14 013
17. ↑  Details 14 014
18. ↑  Details 14 015
19. ↑  Details 14 016
20. ↑  Details 14 017
21. ↑  Details 14 018
22. ↑  Details 14 019
23. ↑  Details 14 020
24. ↑  Details 14 021
25. ↑  Details 14 022
26. ↑  Details 14 023
27. ↑  Details 14 024
28. ↑  Details 14 025
29. ↑  Details 14 026
30. ↑  Details 14 027

- Karte mit allen Koordinaten:
- OSM |
- WikiMap